# 仙台銀行
株式会社仙台銀行（せんだいぎんこう、英: The Sendai Bank, Ltd.）は宮城県仙台市青葉区に本店を置く第二地方銀行。

## きらやか銀行との経営統合
近年、トヨタ系企業の進出が相次ぐなど、東北における唯一といってよい高い成長性が期待される仙台圏においては、隣県行の進出が続き攻勢にさらされる仙台銀行においては、ややもすればレゾンデートルが見出しにくい環境下に置かれたため、金融再編における「花嫁候補」として経済誌等において、様々な憶測が報じられてきた。そしてこの度、金融持株会社形式による隣県の第二地銀であるきらやか銀行との経営統合を目指す方針であることが明らかにされた。
金融持株会社の本社は仙台市内に置く事が明らかにされるも、東北地方太平洋沖地震（東日本大震災）からの宮城県復興を重視することや中小企業等への金融面での支援および、震災に伴う店舗の損壊などを理由に、仙台銀が公的資金を導入した。これにより統合時期が繰り延べされ、2012年（平成24年）10月1日付けで発足。社名はじもとホールディングスとした。

## 沿革
1951年（昭和26年）当時、宮城県内における商工業界は、深刻な資金難に陥っていた。そこで佐々木家寿治知事の提唱により、地元自治体、商工団体、経済界などの出資により振興無尽株式会社が設立された。そして、翌年には相互銀行法の施行から振興相互銀行へと商号変更し、1989年（平成元年）には普銀転換。仙台銀行に改称をした。
かつては、宮城県第3位の金融機関であったが、德陽シティ銀行の破綻によって、そのほとんどの事業譲受がなされたため地位の向上がはかられた。
- 1951年（昭和26年） - 振興無尽株式会社設立。
- 1952年（昭和27年） - 株式会社振興相互銀行に改称。
- 1969年（昭和44年） - 現本店落成（従来の本店窓口は、国分町支店に降格）。
- 1971年（昭和46年）3月22日 - 赤軍派M作戦により、黒松支店から116万円強奪される。
- 1989年（平成元年） - 普通銀行に転換。株式会社仙台銀行に改称。
- 1998年（平成10年） - 德陽シティ銀行より19店舗譲受（うち既存2店舗は統合）。
- 1999年（平成11年） - 山形支店を廃止し、荘内銀行に営業譲渡。
- 2000年（平成12年）
  - 4月 - 仙銀カード株式会社設立。
  - 5月 - 独自構築した日立製作所メインフレームの勘定系システムをハードウェアごとNTTデータへ運用委託し、STAR-21としてリニューアル稼動。
- 2002年（平成14年）3月12日 - 東北おむすび隊に参加し、南東北の第二地方銀行とATM相互無料開放を開始。
- 2003年（平成15年） - 大東銀行仙台支店の事業を中央通支店が譲受。
- 2004年（平成16年）12月17日 - 法令等遵守態勢の確立に向けた取組みが不十分で、内部管理態勢に重大な問題があるとして東北財務局から業務改善命令の発動を受ける[6]。
- 2006年（平成18年）
  - 5月8日 - 国分町支店を移転し県内店舗初の空中店舗化。
  - 11月1日 - 岩手銀行とATM相互無料開放を開始（愛称はグリーンネット）。
- 2007年（平成19年）5月6日 - 入金ネット加盟により、大東銀行と平日9:00-18:00に限り相互に手数料無料で入金が可能になる。
- 2009年（平成21年）
  - 4月13日 - 七十七銀行並びに宮城県内全5信用金庫とATM相互無料開放を開始（愛称はみやぎネット）。
  - 5月 - 勘定系システムSTAR-21の第2世代システムが稼動。
- 2011年（平成23年）4月1日 - 仙銀カードを吸収合併[7]。
- 2012年（平成24年）
  - 5月14日 - 同年5月11日の営業をもって一時閉鎖される東京支店の窓口を本店営業部へブランチインブランチ化。
  - 10月1日 - きらやか銀行と経営統合し、金融持株会社・じもとホールディングスを設立した上で、その傘下入り。
- 2013年（平成25年）
  - 5月7日 - 勘定系システムを、NTTデータのSTELLA CUBE（NTTデータ次期共同センター）へリプレース[8][9]。
  - 6月 - 三井精一頭取が会長に退く。
  - 9月9日 - 国分町支店を本店営業部に取り込み、ブランチインブランチ化。
- 2014年（平成26年）
  - 1月20日 - 志津川支店の営業を現地で再開し、歌津支店とのブランチインブランチにて営業開始。
  - 3月1日 - 仙銀ビジネス株式会社を吸収合併。
- 2017年（平成29年）4月1日 - イズミティ21のネーミングライツの取得によって同施設の愛称が「仙台銀行ホール イズミティ21」となる[10]。
- 2018年（平成30年）11月19日 - SBI証券との提携に基づき、同社傘下であるSBIマネープラザとの共同店舗「仙台銀行SBIマネープラザ」を本店2階に開設[11]。
- 2020年（令和2年）
  - 1月 - 完全子会社の仙台銀キャピタル&コンサルティングを設立[12]。
  - 11月20日 - 親会社のじもとHDが、SBIホールディングスと資本業務提携すると発表。2021年3月末までにじもとHDが実施する第三者割当増資をSBI地銀ホールディングスが35億円で引き受け、SBIが筆頭株主となる[13]。
- 2023年（令和5年）11月1日 - この日からSBI地方創生バンキングシステムが提供するSBI共通ATMサービスを利用開始した。このことによりATM機器全台を2024年3月までに入れ替える予定である[14]。

## 店舗展開
2023年現在、すべての店舗が宮城県内にある。かつては県外店舗として東京・日本橋に東京支店を設置していたが、2012年5月を以て本店営業部内にブランチインブランチ化された。
2009年（平成21年）以降、営業体制の見直しが図られ、エリア営業体制が県内各地で導入された。
2011年（平成23年）3月11日に発生した東北地方太平洋沖地震（東日本大震災）の影響で、支店の建物の損壊などにより、仮店舗営業を余儀なくされ、当面の間、近隣店舗内へのブランチインブランチ化がされている店舗が存在する。
2013年5月、仙台市内では異例の空中店舗となっている国分町支店を同年9月9日より本店営業部内に取り込み、すでに本店内へとりこまれている東京支店を含めた3営業店のブランチインブランチとすること、および大河原支店・苦竹支店そして仮店舗営業中の塩釜支店の3店舗の新築も併せて発表された。
2014年1月20日、志津川支店の営業を現地で再開し、2016年4月18日には歌津支店を新築再出店したほか、同5月16日には若林区荒井に南小泉支店を移転、同居の上「荒井支店・南小泉支店」を新設した。

## 地方公共団体取引
宮城県および仙台市の指定代理金融機関であり、地方独立行政法人宮城県立病院機構（県内に3病院を設置）のほか、医療法上の病院であり児童福祉法に基づく医療型障害児入所施設でもある宮城県拓桃医療療育センターからは出納取扱金融機関とされている。

## 自動機サービス
店舗外ATMにおいて、1拠点、北山支店北仙台出張所を除き、ATMを複数台設置させているケースは一切ない。
なお、法人カードは勘定系リプレースに伴い、2013年5月7日からカード引出に限り、セブン銀行・ゆうちょ銀行のATMでも利用できるようになった。
ATM相互無料開放
2007年（平成19年）5月6日より、入金ネットに加盟するため、東北おむすび隊で提携する大東銀行と入金における提携も時間内無料で行えるようになる。ただし、きらやか銀行とは相互の入金は不可。
コンビニATM
2006年（平成18年）5月22日にセブン銀行とのコンビニATMによる提携を開始したが、入出金とも利用手数料が徴収される。
土休日の現金振込み・硬貨入金に対応
同行では平日時間外や土休日でも本支店内ATMと店舗外ATMの北仙台出張所に限って現金振込みや硬貨入金が可能である。2013年5月7日の勘定系リプレース後は、カードや通帳による釣銭入金にも対応している。

## 利息付与時期
2013年5月の勘定系リプレースに伴い、普通預金・貯蓄預金とも、2月・8月の第2土曜日付（前金曜日を決算日）の付与に変更された。

## 預金通帳・キャッシュカード

### 預金通帳
現行の預金通帳デザインは、2010年5月17日から発行されていた通帳を意匠ベースとし、2013年5月の勘定系システムリプレースに併せて発行が開始されている。

### キャッシュカード
現行のキャッシュカードデザイン・エンボス形式は、2010年5月17日から発行されているもので、2014年5月30日より、点字入りキャッシュカードの発行を開始している。
ICキャッシュカードは、同行推進部カード営業課が発行(いわゆる、銀行本体発行)する「仙銀キャッシュ・クレジットカード」にて対応しており、キャッシュカード単体型では発行されていない。

## ギャラリー

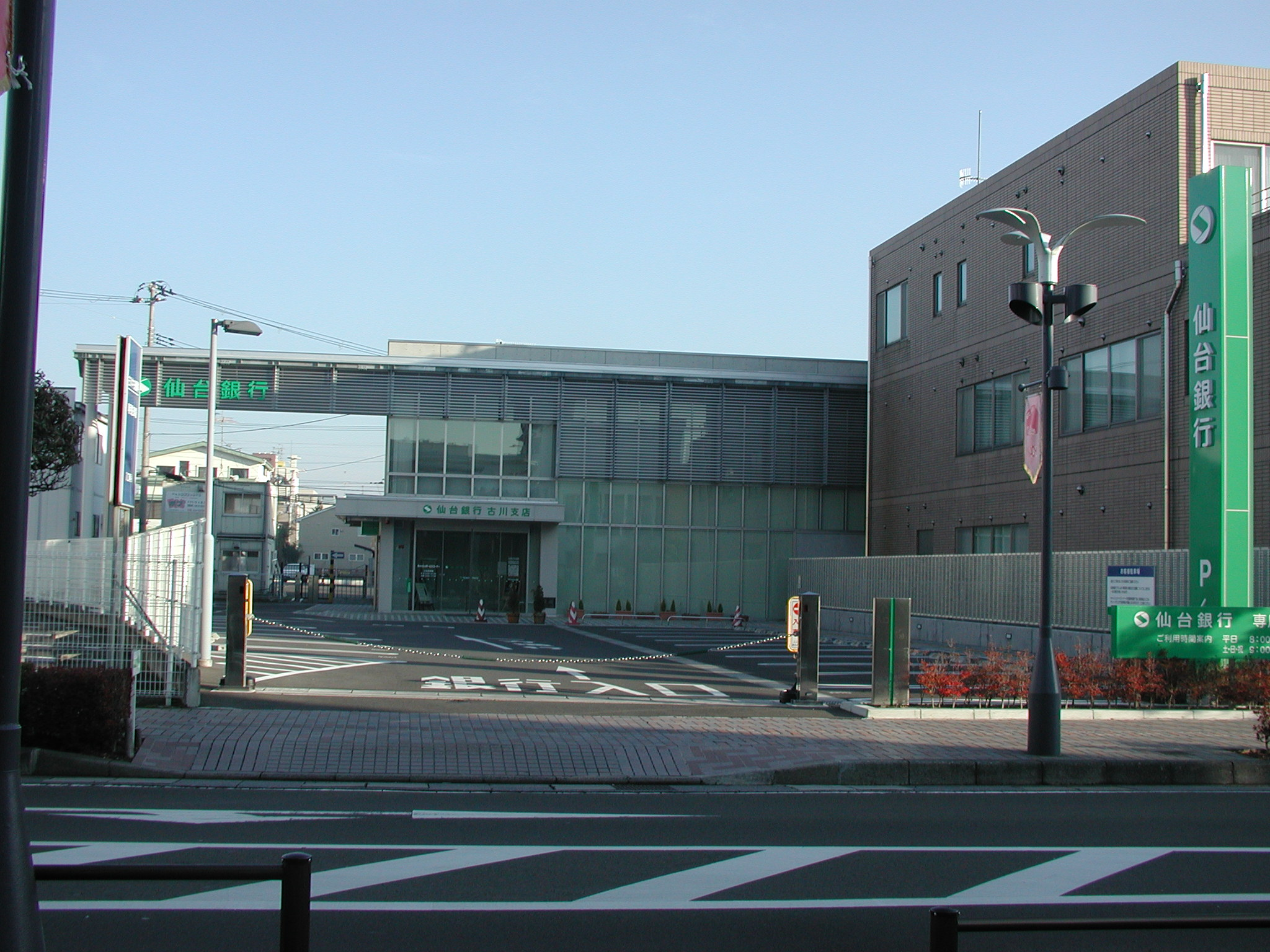
古川支店 （2009年11月撮影）

### 注
1. ↑  本支店・出張所。実態店舗のみ。
2. ↑  2006年（平成18年）5月8日、明治安田生命仙台一番町ビル2階に空中店舗化され、後年ビル1階に店舗外ATMが設置された。
3. ↑  同拠点は、廃止された旧北仙台支店近隣利用者の便宜を図るためにATMのみ存続させた拠点で、地下鉄北仙台駅の南1番出口があるビルに所在する。